# 한록춘
한록춘(韓綠春, 일본명 다나카 로쿠슌(田中禄春), 1921? - 2017년 11월)은 재일한국인 기업가. 젊을 때에는 제3대 야마구치구미의 산하조직인 후지카이(富士会)의 초대 회장이었다. 오사카 총영사관을 지을 때 건설추진 모임(기성회) 회장을 맡아 크게 역할했다.

## 생애
강원도에서 태어났다. 10대 때 혼자서 도일, 오사카에서 술집 보이로 일했다. 음식점을 운영하다가 나중엔 캬바레를 운영했다. 1953년 오사카 도톤보리에 후지캬바레를 열었다. 1957년 제3대 야마구치구미 다오카 가즈오 조장 수하에 들어가 '후지카이'를 결성했다. 경찰의 검거 작전 이후 1966년 조직을 해산하고 은퇴했다. 이후 '후지관광'이라는 회사를 운영했다. 1965년 한일조약을 계기로 '주 오사카 총영사관 건설 기성회'가 발족했을 때 회장이 됐다. 한국인에게는 땅을 팔지 않자, 한록춘이 일본인 부인 명의로 땅을 사서 나중에 '대한민국' 명의로 바꿨다. 2003년 민단 오사카 본부 고문, 2006년 민단 중앙본부 상임고문이 됐다.

## 고국에 대한 기여
- 김종필씨가 1971년에 국무총리가 됐을 때, '한국 경찰에 사이드카가 없다'고 해서 80대를 사서 보내줬다.[3]
- 육영수 여사가 남산에 어린이회관을 짓는데 건설비가 없다고 해서 1억 엔을 보냈다.[4]
- 무교동에 대한체육회 건물을 지을 때도 한록춘과 이희건 회장 등 세 명이 엘리베이터를 놔줬다.[5]
- 강원일보가 인쇄기, 등사판 등이 부족하다고 해서 일본에서 사서 보낸 적도 있다고 한다.[6]
- 이희건씨가 오사카 흥은(興銀) 이사장 출마할 때 후지카바레 수입금 전부를 흥은에 입금해서 돕기도 했다.[7]

## 훈장 등
- 1971년 박정희(朴正熙) 대통령 때 국민훈장 무궁화장을 받았다. 당시 무궁화장을 받은 사람은 두 명. 다른 한 명은 신한은행 설립자인 이희건(李熙健)씨다.[8]
- 2008년 8월 15일 이명박 정부는 대한민국 건국에 기여한 해외동포 42명을 '건국 60주년 행사'에 초청했다. 한녹춘 회장은 42명 가운데 한 명으로 추천돼 대한민국 땅을 밟았다.[9]

## 기타
- 키 160㎝의 단신이었다.[10]